# Cesar (département colombien)
Pour les articles homonymes, voir César.
Le département de Cesar est l'un des 32 départements de la Colombie, dont la capitale est Valledupar. Il est divisé en 25 municipalités.
Situé dans la partie nord-est du pays, Cesar a comme limite au nord les départements de La Guajira et Magdalena ; au sud, ceux de Bolívar, Santander et Norte de Santander ; et à l'est, celui de Norte de Santander et la république bolivarienne du Venezuela.

## Histoire

### Période précolombienne
À l'arrivée des conquistadors espagnols, le territoire du Cesar est habité par de nombreux groupes indigènes, parmi lesquels les malibús, tayronas, arhuacos, motilones, euparíes, guatapuríes, chimilas et tupes, tous de la famille des Caraïbes.

### Période coloniale
Le premier conquistador à atteindre le territoire du Cesar est l'Espagnol Pedro de Badillo, en 1529. En 1531, arrive l'Allemand Ambrosio Alfinger, qui envahit le territoire et rencontre une forte résistance indigène, commandée par le cacique Upar (es). La colonisation finale se déroule avec l'aide de missionnaires capucins.

### XIXeetXXesiècles
Durant l'existence de la Grande Colombie, la région de l'actuel Cesar fait partie de la province de Santa Marta, une des trois provinces qui composent le département de Magdalena.
Lors de la dissolution de la Grande Colombie, la république de Nouvelle-Grenade abolit les départements et conserve le territoire du Cesar au sein de la province de Santa Marta.
Le 11 juin 1857, le Congrès crée l'État fédéral de Magdalena, qui englobe les actuels départements de Magdalena, La Guajira et Cesar. Cette entité, qui sera renommée en État souverain de Magdalena en 1863, conserve les mêmes limites durant l'existence de la Confédération grenadine et des États-Unis de Colombie.
En 1886, à la faveur d'une nouvelle constitution, les États souverains sont abolis et remplacés par 26 départements. Le territoire du Cesar est alors partagé entre les départements de Magdalena (pour la partie nord) et Santander (pour la partie sud).
En 1967, la Loi 25 du 21 juin 1967 décide de la création du département de Cesar dans ses limites actuelles. L'inauguration a lieu le 21 décembre 1967.

La province de Santa Marta en 1810.
L'État souverain de Magdalena en 1863.
Le département de Cesar à partir de 1967.

## Géographie

### Géographie physique

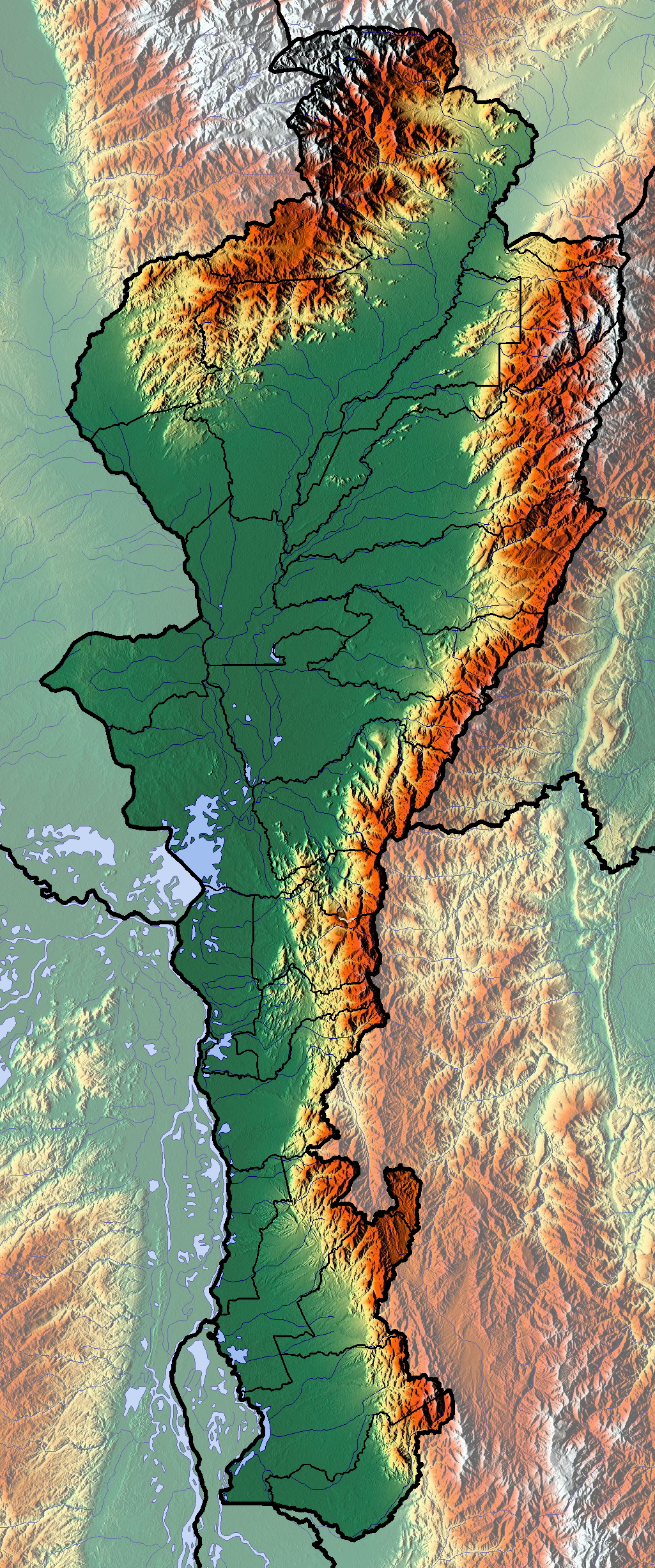
Carte topographique du Cesar.

Le Cesar est situé au nord-est de la Colombie. Il a comme limite au nord les départements de La Guajira et Magdalena ; au sud, Bolívar, Santander et Norte de Santander ; et a l’est, Norte de Santander et le Venezuela (État de Zulia).
Le territoire de Cesar est constitué de deux vallées. Dans la partie sud, le Cesar s'étend du cours du río Magdalena à l'ouest jusqu'à la serranía de Los Motilones à l'est. Au nord, Le río Cesar traverse le département (et sa capitale, Valledupar), séparant la Sierra Nevada de Santa Marta au nord-ouest de la serranía de Perijá à l'est. Au centre du département, au niveau de la confluence des deux fleuves, se trouve la ciénaga de Zapatosa, l'une des plus grandes étendues d'eau du pays.
La superficie du département fait un total de 22 905 km2.

### Climat
Le climat du département de Cesar dépend principalement du relief. On peut y trouver les pisos térmicos (es) chaud avec des températures moyennes de 28 °C jusqu'au climat de paramo avec des températures moyennes inférieures à 4 °C.
Il existe dans le département 31 stations climatologiques.

### Découpage administratif

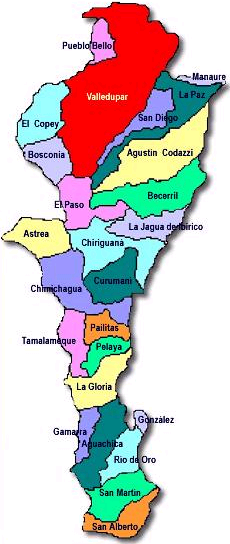
Municipalités du Cesar.

Le département de Cesar est découpé en 25 municipalités. Sa capitale est Valledupar.
| Municipalité        | Superficie (km2) | Population (2005) | Densité (hab./km2) |
| ------------------- | ---------------- | ----------------- | ------------------ |
| Aguachica           | 976,26           | 80 789            | 82,8               |
| Agustín Codazzi     | 1 739            | 52 219            | 30                 |
| Astrea              | 563,14           | 17 786            | 31,6               |
| Becerril            | 1 144            | 13 584            | 11,9               |
| Bosconia            | 609              | 30 334            | 49,8               |
| Chimichagua         | 1 569            | 30 116            | 19,2               |
| Chiriguaná          | 1 131,59         | 21 494            | 19                 |
| Curumaní            | 931              | 26 740            | 28,7               |
| El Copey            | 968,10           | 24 368            | 25,2               |
| El Paso             | 823              | 20 292            | 24,7               |
| Gamarra             | 320              | 14 224            | 44,5               |
| González            | 75,2             | 8 859             | 117,8              |
| La Gloria           | 736              | 14 173            | 19,3               |
| La Jagua de Ibirico | 728,93           | 21 386            | 29,3               |
| Manaure             | 126,4            | 6 883             | 54,5               |
| Pailitas            | 512,5            | 15 578            | 30,4               |
| Pelaya              | 371,3            | 15 458            | 41,6               |
| Pueblo Bello        | 686              | 16 942            | 24,7               |
| Río de Oro          | 613,3            | 14 023            | 22,9               |
| La Paz Robles       | 1 081            | 20 596            | 19,1               |
| San Alberto         | 676,10           | 19 656            | 29,1               |
| San Diego           | 670              | 13 390            | 20                 |
| San Martín          | 789              | 16 921            | 21,4               |
| Tamalameque         | 511,31           | 13 636            | 26,7               |
| Valledupar          | 4 493            | 348 990           | 77,7               |

## Démographie

### Population
| 1985    | 1990    | 1995    | 2000    | 2005    | - |
| ------- | ------- | ------- | ------- | ------- | - |
| 633 397 | 711 865 | 786 245 | 844 542 | 903 279 | - |

### Ethnographie
Selon le recensement de 2005, 5,2 % de la population du Cesar se reconnaît comme étant « indigène », c'est-à-dire descendant d'ethnies amérindiennes et 12,1 % se définit comme afro-colombienne.